# ヴラジミール・メチアル
ヴラジミール・メチアル（Vladimír Mečiar、1942年7月26日 - ）は、スロバキアの政治家で、人民党・民主スロバキア運動（ĽS-HZDS、旧・民主スロバキア運動）党首。1992年にチェコスロバキア連邦共和国を連邦解体（ビロード離婚）に導いた一人。
チェコとの連邦解消後、首相を二度にわたって務めた。

## 経歴

### 社会主義時代
仕立屋の長男としてズヴォレン市で生まれる。1962年にチェコスロバキア共産党に入党し、中部スロバキア県（現・バンスカー・ビストリツァ県）ジアル・ナト・フロノム市の市委員長を歴任するが、プラハの春を支持して1969年に国会で改革に賛同する演説を行ったため、1970年に党から除名された。その後ガラス工場の労働者を続けながらコメニウス大学を卒業した。

### 民主化時
1989年のビロード革命において、非共産主義政治組織「暴力に反対する公衆」（VPN、Verejnosť proti násiliu）に参加し、翌1990年にはスロバキア政府の内務環境相に就任した。同年6月の民主化後初の総選挙でスロバキア政府首相に就任したが、連立政権を組んでいた民主キリスト教連合との方針の違いから1991年4月に辞任しVPNは分裂。新たに結成した民主スロバキア運動（HZDS）の党首となった。
1992年6月の連邦議会選挙では民主スロバキア運動が第1党となり、チェコのヴァーツラフ・クラウス率いる市民民主党と政策方針を巡って対立した。このため両党首が会談を行って連邦解消が決まった。

### 連邦解体後
メチアルは1993年1月1日に誕生したスロバキア共和国の初代首相に就任したが、強引な政権運営に対して内部から反発が起き、1993年3月には議員8人が民主スロバキア運動を脱退。メチアルは1994年3月に首相を辞任し、代わってヨゼフ・モラウチークによる大連立内閣が成立したが、同年10月の総選挙では民主スロバキア運動が勝利して再びメチアルが首相に返り咲いた。
政治手法は非民主的で権威主義的なものだったため、他の欧州諸国から絶えず強い批判を受けた。また市場経済の仕組みに則らない経済政策にも失敗し、実質的な経済低迷が続いて高い失業率が続いたため、次第に国民の支持を失った。このため1998年9月の総選挙では敗北し、反メチアル政党「スロバキア民主連合」（SDK）の党首であるミクラーシュ・ズリンダ率いる連立政権が発足した。下野にもかかわらず、メチアルは引き続き民主スロバキア運動（のち「人民党・民主スロバキア運動」に改称）の党首に留まった。
2006年6月に行われた総選挙で、人民党・民主スロバキア運動は得票率が史上最低の8.79%に終わり、改選前に比べ議席を半数近い15議席にまで減らした。それにもかかわらず、民族主義政党のスロバキア国民党（SNS）とともに、第1党となった中道左派の方向・社会民主主義（SMER-SD）と連立政権を樹立。ロベルト・フィツォ内閣に閣僚2人を送り込んだ。
その後、人民党・民主スロバキア運動は2010年国民議会選挙で得票率が前回をさらに下回る4.32%にとどまり、議席阻止条項の5％を超えられなかったため、ついに全議席を失った。国内では民主化以降20年間に及ぶ党首メチアルの政治生命は終わったものと受け止められる一方、メチアルは選挙後の声明で民主スロバキア運動の解散を否定し、議席の奪還に意欲を示した。しかし、民主スロバキア運動は2012年国民議会選挙でも議席を回復することができず、党勢は低迷。2013年12月、メチアルは同党を離党し事実上政界を引退した。